# Фігурне катання на зимових Олімпійських іграх 1948 — парне катання
Змагання турніру в парній програмі з фігурного катання на зимових Олімпійських іграх 1948 відбувалися 7 лютого.
Усі змагання пройшли в Санкт-Моріц на природній ковзанці Олімпійського ковзанярського стадіону (нім. Eisstadion Badrutts Park).
У змаганнях брали участь 30 фігуристів (15 пар) з 11 країн світу.

## Медалісти
| Золото                      | Срібло                    | Бронза                              |
| Мішелін Ланнуа / П'єр Боньє | Андреа Кекеші / Еде Кірай | Сюзанна Морроу / Воллес Дістельмеєр |
|                             |                           |                                     |

## Результати
Рефері:
- Густав Ф. С. Вітт

Асистент рефері:
- Джеймс Кох

Судді:
- Крістен Крістенсен
- Бернард Фокс
- Рудольф Калер
- Євген Кірхгофер
- Володимир Куделка
- Моллі Філліпс
- Мелвілл Роджерс
- Елемир Тертак
- Жорж Торчон
- Маріо Верді

Дата: 7 лютого, о 13:00
| П.  | Атлети                                    | Країна          | БП    | СП    | УБ     |
| --- | ----------------------------------------- | --------------- | ----- | ----- | ------ |
| 1   | Мішелін Ланнуа / П'єр Боньє               | Бельгія         | 7×1º  | 17,5  | 11,227 |
| 2   | Андреа Кекеші / Еде Кірай                 | Угорщина        | 10×3º | 26,0  | 11,109 |
| 3   | Сюзанна Морроу / Воллес Дістельмеєр       | Канада          | 8×3º  | 31,0  | 11,000 |
| 4   | Івонн Шерман / Роберт Свеннінг            | США             | 10×5º | 53,0  | 10,581 |
| 5   | Вініфред Сільверторн / Денніс Сільверторн | Велика Британія | 6×5º  | 53,0  | 10,572 |
| 6   | Керол Кеннеді / Пітер Кеннеді             | США             | 8×6º  | 59,5  | 10,536 |
| 7   | Маріанна Надь / Ласло Надь                | Угорщина        | 7×8º  | 89,0  | 9,909  |
| 8   | Дженніфер Нікс / Джон Нікс                | Велика Британія | 7×9º  | 98,0  | 9,700  |
| 9   | Герта Ратзенхофер / Еміль Ратзенхофер     | Австрія         | 6×11º | 111,5 | 9,436  |
| 10  | Марго Валле / Аллан Фєлдгейм              | Норвегія        | 6×10º | 118,5 | 9,281  |
| 11  | Сьюзі Гібіш / Гельмут Зайбт               | Австрія         | 8×11º | 117,5 | 9,290  |
| 12  | Луні Унолд / Ганс Кустер                  | Швейцарія       | 6×11º | 120,0 | 9,281  |
| 13  | Грація Барселона / Карло Фасі             | Італія          | 6×11º | 121,5 | 9,263  |
| 14  | Деніз Фавар / Жак Фавар                   | Франція         | 7×13º | 139,0 | 8,700  |
| DNF | Блажена Кніттлова / Карел Возатка         | Чехословаччина  | —     | —     | —      |